# اعتلال عضلة القلب الكحولي
اعتلال عضلة القلب الكحولي (بالإنجليزية: Alcoholic cardiomyopathy)‏ هو مرض سبب ظهوره يعود إلى الإستهلاك المُزمن للكحول (إيثانول)  والذي يؤدي على المدى الطويل إلى قصور القلب. يعتبر اعتلال عضلة القلب الكحولي نوع ينتمي إلى اعتلال عضلة القلب التوسعي. ويرجع ذلك إلى التأثير السمي للكحول على عضلة القلب، مؤديًا بذلك إلى ضعف في عضلة القلب وبالتالي عدم كفاءة القلب بضخ الدم إلى جميع أنحاء الجسم وبالتالي ظهور قصور القلب. وهو أكثر شيوعًا عند الإشخاص التي تتراوح أعمارهم ما بين 30 و50 عامًا.

## علامات وأعراض
العلامات والأعراض التي يظهرها مرض اعتلال عضلة القلب الكحولي هم عبارة عن نتائج لقصور القلب وتظهر في العادة في المراحل المُتقدمة من المرض. وبالتالي، توجد الكثير من الأمور المُشتركة في الأعراض والعلامات الخاصة بالمرض مُقارنة مع تلك الخاصة بباقي أشكال اعتلال عضلة القلب.
- استسقاء (طب) في الكاحل والساق والقدمين واستسقاء عام.
- فقدان الشهية.
- ضيق في التنفس، خصوصًا عند عمل مجهود.
- صعوبة في التنفس عند الإستلقاء.
- تعب وضعف عام.
- انخفاض التركيز.
- قلة البول.
- بوال ليلي.
- خفقان القلب.
- نبض سريع وغير مُنتظم.

## التشخيص
ويمكننا بتشخيص المريض بوجود كُل من أصوات قلبية غير طبيعية، تشوهات في تخطيط كهربائية القلب وتضخم عضلة القلب والتي يتم مُلاحظتها بواسطة الأشعة السينية وطذلك ظهور تشوهات في تخطيط صدى القلب وفي قسطرة القلب (طب) أو في تصوير الأوعية وتعاطي المريض إلى الكحول وإستبعاد مرض انسداد الشريان التاجي.

## العلاج
يتضمن علاج اعتلال عضلة القلب الكحولي الكثير من التغيرات في حياة المريض وهي الإمتناع التام عن شرب الكحول واتباع حمية قليلة الصوديوم والتخفيف من استهلاك السوائل وذلك لمنع احتباس السوائل في الجسم. يجب على المريض تناول عدة أدوية وهي مثبط الإنزيم المحول للأنجيوتنسين ومحصرات البيتا ومدرات البول وذلك للتخفيف من الضغط على عضلة القلب. ويمكن زراعة مقوم نظم القلب مزيل الرجفان أو ناظمة قلبية اصطناعية للذين يُعانون من قصور القلب. يُمكن اللجوء إلى عملية زراعة القلب في حالة قصور القلب لاعكوسة.
يُعتبر اعتلال عضلة القلب عكوس أن أمتنع المريض بالشرب التام للكحول وبالتالي تفادي تدهور المرض.